# Raveau
Raveau ist eine französische Gemeinde mit 611 Einwohnern (Stand: 1. Januar 2022) im Département Nièvre in der Region Bourgogne-Franche-Comté. Sie gehört zum Arrondissement Cosne-Cours-sur-Loire und zum Kanton La Charité-sur-Loire. Die Einwohner werden Ravellonois und Ravellonoises genannt.

## Nachbargemeinden
Raveau liegt etwa 21 Kilometer nordnordwestlich von Nevers.
Nachbargemeinden von Raveau sind Varennes-lès-Narcy im Norden und Nordwesten, Narcy im Norden, Murlin im Osten und Nordosten, Saint-Aubin-les-Forges im Südosten, Chaulgnes im Süden, Champvoux im Süden und Südwesten, La Marche im Südwesten sowie La Charité-sur-Loire im Westen.
Der Ort liegt an der Via Lemovicensis, einem der vier historischen „Wege der Jakobspilger in Frankreich“.

## Bevölkerungsentwicklung
| Jahr                       | 1962 | 1968 | 1975 | 1982 | 1990 | 1999 | 2006 | 2013 | 2020 |
| Einwohner                  | 696  | 576  | 550  | 618  | 705  | 717  | 670  | 708  | 645  |
| Quellen: Cassini und INSEE |      |      |      |      |      |      |      |      |      |

## Sehenswürdigkeiten
- Kirche Saint-Gilles-et-Saint-Leu aus dem 11. Jahrhundert
- Schloss Mouchy aus dem 18. Jahrhundert
- Domäne Les Forges de la Vache aus dem 14. Jahrhundert

## Persönlichkeiten
- François Gagnepain (1866–1952), französischer Botaniker, geboren in Raveau